# Ctrl+Alt+Del

Một bàn phím QWERTY với các vị trí Control, Alt and Delete được làm nổi bật

Ctrl+Alt+Del (Control-Alt-Delete) là một tổ hợp phím tắt trên máy tính tương thích IBM PC, được thực hiện khi nhấn và giữ Ctrl và Alt, sau đó nhấn phím Del: Ctrl+Alt+Delete.
Phím tắt này được dùng để khởi động lại hệ thống hoặc gọi trình task manager ở hệ điều hành Microsoft Windows.
Trong các hệ điều hành cũ tương thích với DOS thì tổ hợp này được dùng để khởi động lại mềm (soft reboot) lập tức cho máy. Các chương trình đang chạy sẽ lập tức bị ngưng vì tổ hợp trên tạo ra một ngắt (interrupt) có quyền ưu tiên rất cao.
Nó được phát minh bởi David Bradley, một kỹ sư của IBM.